# Cyperus meyerianus
Cyperus meyerianus är en halvgräsart som beskrevs av Carl Sigismund Kunth. Cyperus meyerianus ingår i släktet papyrusar, och familjen halvgräs. Inga underarter finns listade i Catalogue of Life.